# Ophrys ettlingeriana
Ophrys ettlingeriana är en orkidéart som beskrevs av Pierre Delforge. Ophrys ettlingeriana ingår i ofryssläktet, och familjen orkidéer.
Artens utbredningsområde är Grekland. Inga underarter finns listade i Catalogue of Life.